# Мартиново (Насвинская волость)
Мартиново — деревня в Новосокольническом районе Псковской области. Входит в состав Насвинской волости.

## География
Расположена на реке Смердель, в 33 км к северу от города Новосокольники и в 3 км к западу от волостного центра, деревни Насва.

## Население
| 2001 | 2002 | 2010 |
| ---- | ---- | ---- |
| 150  | ↘142 | ↘113 |

Численность населения деревни по оценке на начало 2001 года составляла 150 жителей.